# Козаков Богдан Володимирович
Богдан Володимирович Козаков — сержант підрозділу Національної гвардії України, учасник російсько-української війни, який загинув під час російського вторгнення в Україну.

## Життєпис
Народився 2 серпня 1994 в місті Запоріжжя 
Навчався у міських школах №51 і 102. Після закінчення 11 класів вступив на навчання до Запорiзького центру професійно-технічної освіти водного транспорту. 
Сержант, проходив службу у складі підрозділу окремого загону спеціального призначення «Азов» НГУ.
Загинув в боях з російськими окупантами під час оборони м. Маріуполя 10.03.2022, під час виконання бойового завдання отримав поранення.

## Нагороди
- орден «За мужність» III ступеня (2022, посмертно) — за особисту мужність і самовіддані дії, виявлені у захисті державного суверенітету та територіальної цілісності України, вірність військовій присязі, зразкове виконання службового обов'язку.